# Oncidiinae
Oncidiinae là một phân tông trong Orchidaceae bao gồm các chi có quan hệ gần gũi. 
Phân tông này có khoảng 70 chi với hơn 1000 loài, với chi Oncidium là chi lớn nhất.

## Các chi
Ví dụ một số chi:
- Ada
- Brassia
- Macradenia
- Macrochilus
- Macroclinium
- Mesoglossum
- Mexicoa
- Miltonia
- Miltoniopsis
- Odontoglossum
- Oncidium
- Ornithophora
- Osmoglossum
- Otoglossum
- Plectrophora
- Polyotidium
- Psychopsiella (đôi khi nằm trong Psychopsis)
- Psychopsis
- Psygmorchis
- Pterostemma

## Hình ảnh

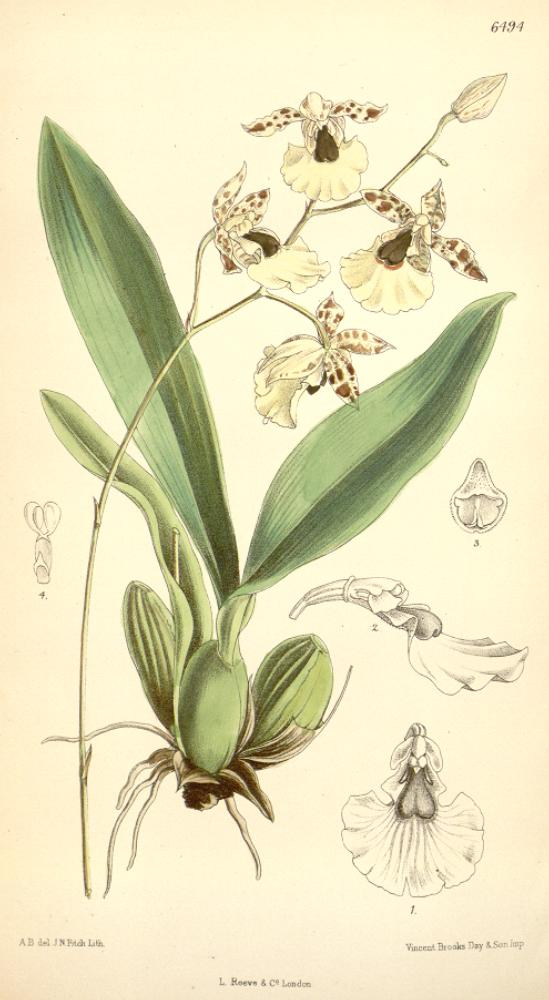